# مت فرای
مت فرای (انگلیسی: Matt Fry؛ زادهٔ ۲۶ سپتامبر ۱۹۹۰) بازیکن فوتبال اهل بریتانیا است.
از باشگاه‌هایی که در آن بازی کرده‌است می‌توان به باشگاه فوتبال چارلتون اتلتیک، باشگاه فوتبال دارتفورد، باشگاه فوتبال ایستلی، باشگاه فوتبال کونکورد رانجرز، باشگاه فوتبال گیلینگام، باشگاه فوتبال چلمزفورد سیتی، باشگاه فوتبال براینتری تاون، باشگاه فوتبال وستهام یونایتد، و باشگاه فوتبال برادفورد سیتی اشاره کرد.